# Dragan Pantelić
Dragan Pantelić (serbisch-kyrillisch Драган Пантелић; * 9. Dezember 1951 in Loznica, SFR Jugoslawien; † 20. Oktober 2021 in Niš, Serbien) war ein jugoslawischer Fußballtorhüter und -funktionär.
Er war nicht verwandt mit Ilija Pantelić, einem anderen ehemaligen jugoslawischen Nationaltorhüter, der gleichfalls einen Teil seiner Laufbahn im französischen Profifußball absolvierte.

## Karriere

### Verein
Pantelić begann seine Karriere als Jugendspieler bei dem serbischen Verein FK Rađevac. Ab 1968 spielte er drei Jahre für FK Grafičar Belgrad, bis er 1971 in den Seniorenbereich zu FK Radnički Niš wechselte. Mit diesem Verein gewann er 1975 den Balkanpokal.
1981 wechselte er nach Frankreich zu Girondins Bordeaux. Auch für Bordeaux zeichnete sich Pantelić als Torschütze aus. Wegen einer Tätlichkeit gegen den Schiedsrichter wurde er für ein Jahr gesperrt. Aus Protest gegen die Sperre trat seine Mannschaft am 7. Mai 1982 im letzten Saisonspiel beim FC Nantes ohne etatmäßigen Torwart an und verlor mit 0:6.
Nach zwei Jahren in Frankreich schloss er sich 1983 für eine Spielzeit dem jugoslawischen Zweitligisten Timok Zaječar an. Anschließend kehrte er zu FK Radnički Niš zurück, wo er 1985 seine Spielerkarriere beendete. Insgesamt bestritt er 273 Ligaspiele für Radnički Niš, in denen er 16 Tore erzielte, die meisten per Elfmeter.

### Nationalmannschaft
Sein Debüt in der jugoslawischen Nationalmannschaft gab Pantelić am 10. Oktober 1979 im Qualifikationsspiel zur Europameisterschaft 1980 gegen Spanien. 1980 nahm er am olympischen Fußballturnier teil, bei dem Jugoslawien den vierten Platz belegte.
Bei der Weltmeisterschaft 1982 in Spanien stand Pantelić im jugoslawischen Aufgebot und bestritt alle drei Gruppenspiele der Vorrunde. Als Gruppendritter schied Jugoslawien vorzeitig aus dem Turnier aus.
Zwischen 1979 und 1984 bestritt Pantelić 19 Länderspiele für Jugoslawien, in denen er zwei Tore erzielte.

## Nach der Karriere
Nach seiner aktiven Karriere war Pantelić von November 1989 bis März 1990 Trainer und von 1997 bis 2004 Präsident des FK Radnički Niš sowie von 2001 bis 2004 Mitglied der serbischen Nationalversammlung.
Pantelić starb am 20. Oktober 2021 im Alter von 69 Jahren an den Folgen der COVID-19-Pandemie.

## Erfolge
- Balkanpokal: 1975